# Контроль ризику на робочому місці під час COVID-19

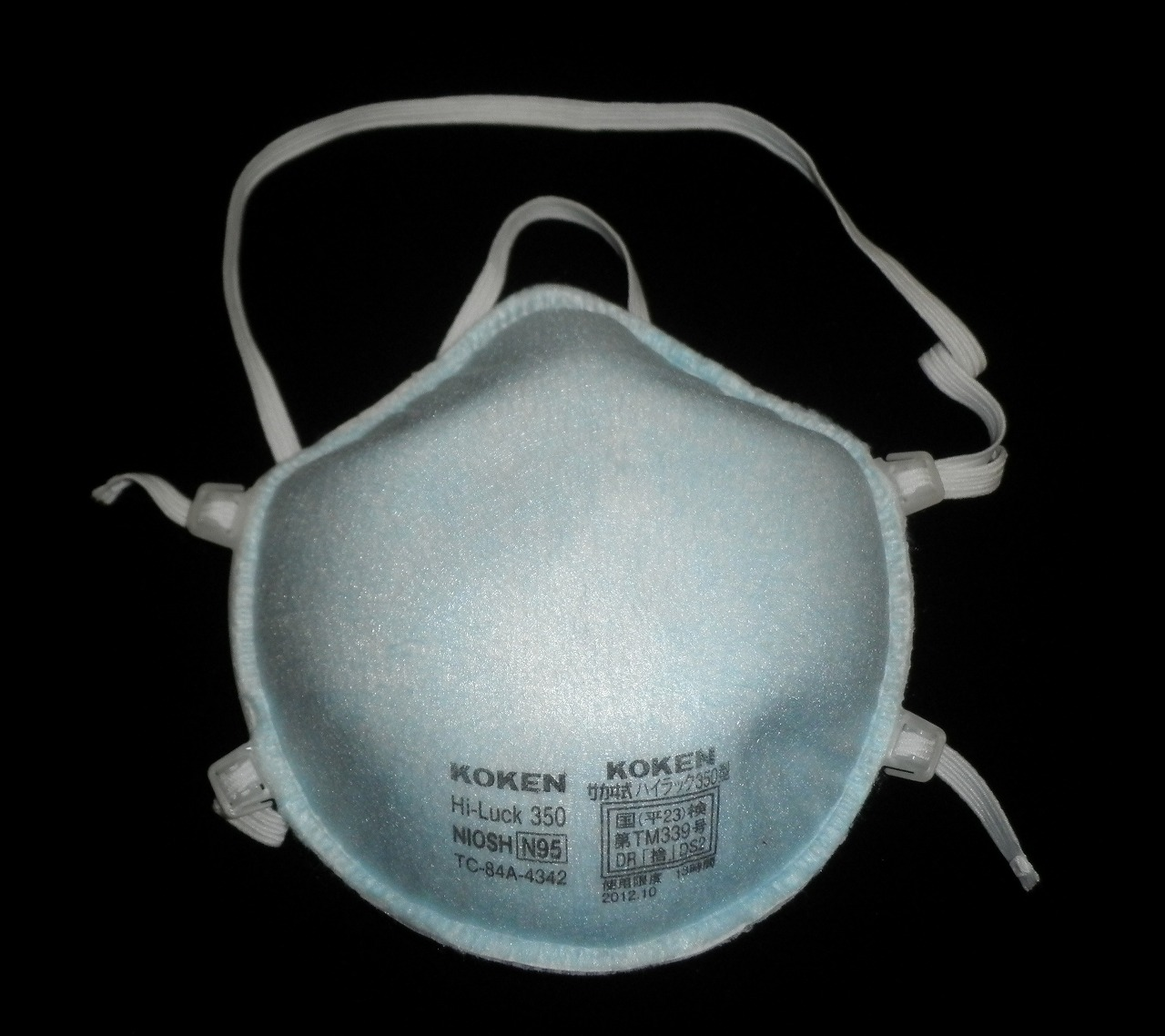
Респіратор N95

Ця стаття висвітлює принципи безпеки праці та захисту здоров’я у час пандемії COVID-19, зосереджуючись на методах оцінки ризиків, контролю небезпек та пристосування робочого середовища до нових викликів. Зміст буде корисний фахівцям з охорони праці, медичному персоналу, керівникам підприємств і тим, хто прагне зрозуміти, як світові загрози удосконалюють правила трудової безпеки.
Керування ризиками на робочому місці щодо COVID-19 — це застосування методів безпеки та гігієни праці стосовно засобів контролю небезпеки, для запобігання коронавірусної хвороби 2019 (COVID-19). Належний контроль небезпек на робочому місці, залежить від робочого місця та робочого завдання, і заснований на оцінці ризиків джерел впливу, ступеня поширення хвороби в громаді та чинників ризику щодо окремих працівників, які можуть бути уразливими для зараження COVID-19. 
За даними Управління з охорони праці США (OSHA), робочі місця з найнижчим рівнем ризику, мають найменші професійні контакти з громадськістю та іншими співробітниками, для яких рекомендуються основні заходи профілактики інфікування, в тому числі миття рук, заохочення працівників залишатися вдома, якщо вони хворі, дихальний етикет і підтримання ретельного очищення та дезінфекції робочого середовища.
Роботи із середнім рівнем ризику зараження, охоплюють ті, що потребують частого або близького контакту з людьми, котрим не відомо або вони не підозрюють про наявність COVID-19, але вони можуть бути зараженими через тривале передавання вірусів в громаді чи міжнародних подорожах. Сюди входять працівники, які взаємодіють із широкою громадськістю, наприклад, у школах, робочих середовищах з високою щільністю та деяких роздрібних підприємствах з великими обсягами торгівлі. Залежно від галузі, існують певні рекомендовані процедури захисту працівників та сторонніх осіб, якщо трапляється людина з COVID-19.
OSHA вважає, що працівники охорони здоров’я та моргів, які стикаються з хворою або підозрюваною на зараження COVID-19 особою, мають високий ризик впливу, який збільшується до дуже високого рівня, якщо медичні працівники виконують аерозольні процедури (наприклад, інтубація та бронхоскопія), або збирають чи обробляють зразки від хворої чи підозрюваної особи з COVID-19. Способи безпеки для цих працівників передбачають інженерні засоби контролю, як от приміщення з від'ємним тиском повітря, та засоби особистого захисту, відповідні робочому завданню.

## Планування та оцінка ризику
Спалахи COVID-19, можуть мати декілька наслідків для робочих місць. Працівники можуть бути відсутніми на роботі через те, що вони хворіють, потрібні для догляду за іншими або через страх можливого зараження. Моделі торгівлі можуть змінюватися, як з точки зору того, які товари потрібні, так і способів придбання цих товарів (наприклад, покупки в не пікові години або шляхом доправлення за адресою). Нарешті, перевезення предметів із географічних районів, які дуже постраждали від COVID-19, може бути перервано.
План забезпечення готовності до інфекційних захворювань і заходів у відповідь, може бути використано для керівництва діями щодо захисту. Плани стосуються рівнів ризику, пов’язаних з різними робочими місцями та робочими завданнями, зокрема джерел впливу, факторів ризику, що виникають вдома чи в умовах громади, та чинники ризику щодо окремих працівників, як от похилий вік або хронічні захворювання. Вони також окреслюють контроль, потрібний для усунення цих ризиків, та плани на випадок надзвичайних ситуацій, які можуть виникнути внаслідок спалахів. Настанови щодо забезпечення готовності та реагування на інфекційні захворювання, можуть узгоджуватися з національними або міжнародними рекомендаціями. Завданнями для реагування на спалах, є зниження рівня передавання інфекції серед персоналу, захист людей, які піддаються більшому ризику виникнення несприятливих ускладнень для здоров'я, підтримання ділових операцій, і зменшення несприятливих наслідків для інших суб'єктів господарювання в їхніх ланках постачань.

## Захист від небезпеки

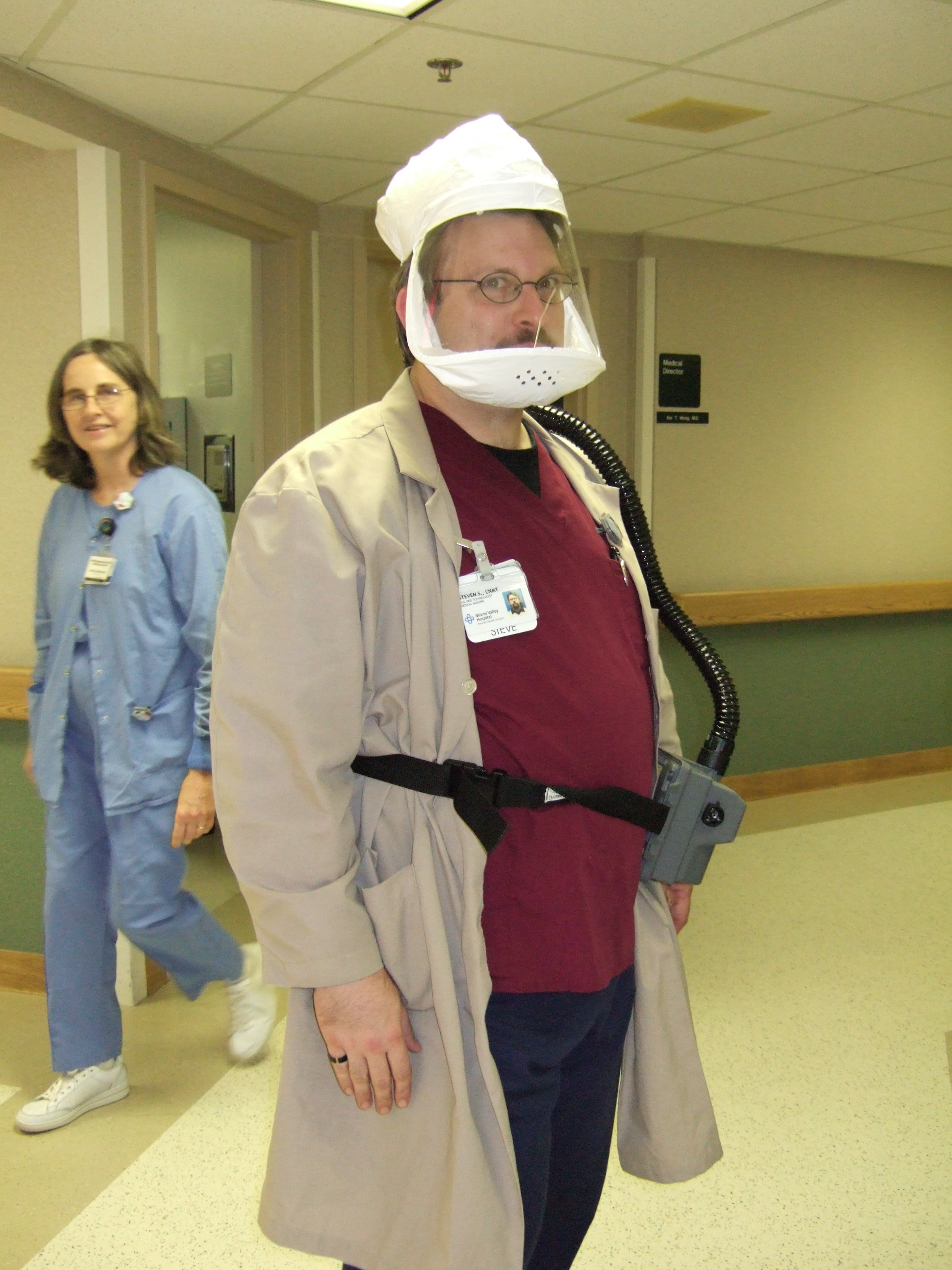
Співробітники лікарні, що застосовують пристрій для очищення повітря - респіратор PAPR, оснащений фільтром HEPA, який використовується для захисту від повітряних або аерозольних збудників, як от туберкульозні бактерії.

Ієрархія засобів контролю небезпек — це структура, яка широко застосовується в галузі охорони праці, задля групування засобів контролю небезпек за ефективністю. Там, де небезпеки COVID-19 не вдається усунути, найдієвішими засобами контролю, є інженерний контроль, потім адміністративний контроль та нарешті, засоби  особистого захисту. Інженерне керування передбачає відокремлення працівників від небезпек, пов'язаних з роботою, не покладаючись на осмислену поведінку працівників, і може бути найбільш ощадним рішенням. Адміністративний контроль — це зміни в робочій політиці або процедурах, які вимагають дії працівника або роботодавця. Засоби особистого захисту (ЗОЗ) вважаються менш дієвими, ніж інженерний та адміністративний контроль, але можуть допомогти запобігти деяким загрозам. Усі типи ЗОЗ повинні вибиратись з урахуванням: належним чином встановленої небезпеки для працівника, (наприклад, респіратори); послідовного та правильного їхнього носіння; регулярної перевірки; утримування та замінювання за потребою; очищення, зберігання, вилучення в належний спосіб або утилізація для уникнення повторного забруднення. 

#### Робочі місця з високим ризиком
ВООЗ не наполягає на комбінезонах, оскільки COVID-19 є респіраторним захворюванням, а не передається через тілесні рідини. Для медичних працівників, які здійснюють скринінг на входах, ВООЗ радить лише хірургічну маску. Тим, хто збирає зразки дихальних шляхів у недужих, та доглядають за ними, або перевозять хворих з COVID-19 без будь-яких аерозольних процедур, ВООЗ рекомендує хірургічну маску, захисні окуляри або лицьовий щит, халат та рукавички. Якщо проводиться процедура з утворенням аерозолю, хірургічну маску замінюють респіратором N95 (США) або FFP2 (Європейський Союз) чи KN95 (КНР). Зважаючи на те, що світова пропозиція засобів особистого захисту (ЗОЗ) недостатня, ВООЗ радить зменшити до мінімуму потребу в ЗОЗ за допомогою: телемедицини, фізичних бар'єрів, як от прозорі вікна (перегородки); дозволу входити до кімнати з хворим на COVID-19 лише тим, хто бере участь у безпосередньому догляді; використання лише необхідних ЗОЗ для певного завдання; продовження використання одного і того ж респіратора, не знімаючи його під час догляду за декількома пацієнтами з однаковим діагнозом; відстеження та узгодження постачання ЗОЗ; та відмови від використання респіраторів для безсимптомних осіб.